# Liste des transports guidés urbains automatiques

## Niveau 4: Exploitation sans personnel à bord des trains
| Pays   | Ville | Réseau         | Technologie | Système | Lignes   | Longueur (km) |
| ------ | ----- | -------------- | ----------- | ------- | -------- | ------------- |
| France | Paris | Métro de Paris | CBTC        | SAET    | 1, 4, 14 | 58,4          |
| France | Lyon  | Métro de Lyon  |             | Maggaly | D        | 12,6          |